# Hans Bethe

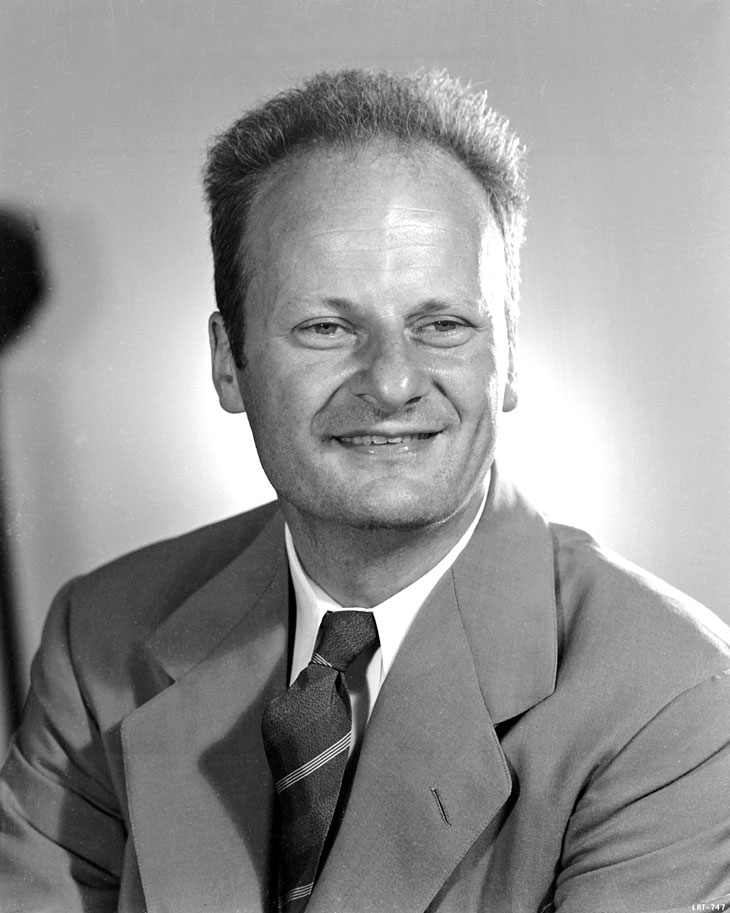
Hans Bethe

Hans Albrecht Eduard Bethe (* 2. Juli 1906 in Straßburg; † 6. März 2005 in Ithaca, New York) war ein deutsch-amerikanischer Physiker und Nobelpreisträger für Physik (1967).

## Leben
Hans Bethe war das erste von drei Kindern des Physiologen Albrecht Bethe, der an der Universität Straßburg arbeitete und protestantisch war. Seine Mutter Anna, Tochter des Medizinprofessors Abraham Kuhn, war jüdischer Abstammung. Er wuchs in Straßburg und Frankfurt am Main auf, besuchte von 1915 bis 1916 in Frankfurt das Goethe-Gymnasium, von 1918 bis 1921 die Odenwaldschule und dann bis 1924 wieder das Goethe-Gymnasium und studierte Physik in Frankfurt am Main von 1924 bis 1926. Anschließend ging er für zweieinhalb Jahre nach München und arbeitete unter anderem bei Arnold Sommerfeld, bei dem er im Juli 1928 promoviert wurde. Seine Doktorarbeit beschäftigte sich mit der Theorie der Elektronenbeugung, die bleibenden Wert für die Analyse von experimentellen Daten hat. Mit Sommerfeld veröffentlichte er 1933 auch ein Buch über die Elektronentheorie der Metalle, die heute noch Gültigkeit hat.

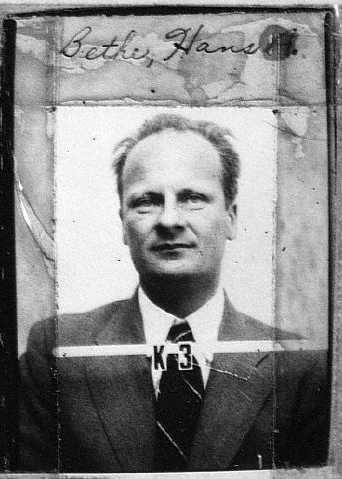
Hans Bethe
Foto des Los-Alamos-Dienstausweises während des Zweiten Weltkriegs

Vom Herbst des Jahres 1929 an bis Herbst 1933 war er wieder in München, ab Mai 1930 als Privatdozent. Bis zum Jahre 1933 erhielt Bethe Lehrpositionen in Frankfurt am Main und Stuttgart jeweils für ein Semester. In dieser Zeit unternahm er auch Reisen nach Cambridge im Herbst 1930 und nach Rom im Frühjahr 1931 und 1932, wo er mit Enrico Fermi zusammenarbeitete. Im Wintersemester 1932/33 vertrat er das Extraordinariat für Theoretische Physik an der Eberhard Karls Universität Tübingen. Diese Stelle verlor er mit der Machtübernahme der Nationalsozialisten, weil seine Mutter Jüdin war. Bethe schrieb an seinen akademischen Lehrer Arnold Sommerfeld am 11. April 1933: „Sie werden wahrscheinlich nicht wissen, dass meine Mutter Jüdin ist: Ich bin also nach dem Beamtengesetz 'nicht arischer Abstammung' und folglich nicht würdig, Beamter des Deutschen Reiches zu sein. […] Ich muss also wohl oder übel die Konsequenzen ziehen und versuchen irgendwo im Ausland unterzukommen.“ Er emigrierte im Oktober 1933 nach Großbritannien, wo er zeitweise die Position eines Dozenten an der Universität Manchester in den Jahren 1933 und 1934 innehatte. Im Herbst 1934 war Bethe akademischer Lehrer an der Universität Bristol.
Im Februar 1935 erhielt Bethe eine Einladung in die USA, wurde Assistenzprofessor an der Cornell-Universität in Ithaca und im Sommer 1937 Professor. Bis zu seinem Lebensende blieb er mit einigen Unterbrechungen dort. Im Zweiten Weltkrieg ging er zuerst an das Radiation Laboratory am Massachusetts Institute of Technology, um am Mikrowellenradar zu arbeiten. Ein Sommersemester lang war Bethe an der University of California in Berkeley auf Einladung von Robert Oppenheimer. Anschließend ging Bethe an das Los Alamos Scientific Laboratory, wo er, von Oppenheimer berufen, als Leiter der Theoretischen Abteilung an der Entwicklung der ersten Atombombe mitwirkte. 1941 wurde Bethe Staatsbürger der USA.
Im Jahre 1952 kehrte Bethe erneut für ein halbes Jahr nach Los Alamos zurück, um (widerstrebend, wie er im Rückblick sagte) an der Wasserstoffbombe mitzuarbeiten. Er war ein einflussreicher Regierungsberater, der sich ab den 1960er Jahren jedoch zunehmend für Abrüstung einsetzte. Vor dem Oppenheimer-Untersuchungsausschuss 1954 stellte er sich im Gegensatz zu Edward Teller hinter seinen ehemaligen Chef aus Los Alamos.
Weitere kurze Abwesenheiten von seiner Universität betrafen die Columbia University, die Universität Cambridge, das CERN und Kopenhagen. 1957 wurde Bethe ausländisches Mitglied der Royal Society of London sowie Mitglied der National Academy of Sciences in Washington, D. C. Im Jahre 1975 wurde Bethe emeritiert.
In den 1980er und 1990er Jahren führte er eine Kampagne zur friedlichen Nutzung der Kernenergie und machte sich auch allgemein Gedanken über alle Aspekte der Energieversorgung, so dass eine 1988 erschienene Biographie über ihn den Titel Prophet of Energy trägt. Mit anderen US-amerikanischen Physikern wie Sidney Drell äußerte er sich in den 1980er Jahren kritisch zum SDI-Programm, das er für leicht zu umgehen hielt. 1995 schrieb Bethe einen offenen Brief an seine Kollegen, in dem er sie aufforderte, Arbeiten an Nuklearwaffen einzustellen. 2004 unterschrieb er zusammen mit 47 anderen Nobelpreisträgern einen Brief, der John Kerry für die Wahl zum Präsidenten der USA unterstützte und vor einer Beschränkung der Freiheit der Forschung durch George W. Bush warnte.
Bethe starb im März 2005 in seinem Haus in Ithaca im Alter von 98 Jahren. Er war der letzte Überlebende aus einer großen Reihe von bedeutenden Physikern aus der Zeit Anfang des 20. Jahrhunderts. Bethe hinterließ seine Frau Rose (* 1917 in München, gest. 2019 in Ithaca), Tochter des Physikers Paul Peter Ewald, seinen Sohn Henry und seine Tochter Monica.

## Arbeiten
Bethe war ein Pionier der Anwendung der Quantenmechanik auf verschiedenen Gebieten der Physik. Dabei fasste er immer wieder ganze Gebiete der Physik in Handbüchern und großen Übersichtsartikeln zusammen, so 1933 die Quantentheorie von Wasserstoff- und Heliumatomen – also den einfachsten Fällen der Atomphysik – in einem Artikel von Buchlänge im Handbuch der Physik, neu bearbeitet 1957 mit Edwin Salpeter, und zuletzt die Theorie der Supernovae in den Reviews of Modern Physics 1990.
In seiner frühen Zeit bei Sommerfeld beschäftigte er sich mit Festkörperphysik. 1929 publizierte er eine Arbeit über die Aufspaltung der Energieniveaus eines Atoms in Kristallen; diese Arbeit wurde Ausgangspunkt für die von John H. van Vleck entwickelten Kristallfeldtheorie. 1933 schrieb Bethe zusammen mit Sommerfeld eine Monographie über die Elektronentheorie der Metalle, die bis in jüngste Zeit neu aufgelegt wurde, sowie 1931 einen Aufsatz über Spinwellen in einer Dimension, die er mit dem Bethe-Ansatz löste (ein wichtiges Werkzeug in vielen exakt lösbaren Modellen der statistischen Mechanik). 1935 untersuchte er das zweidimensionale Isingmodell (order-disorder transition).
Hans Bethe untersuchte 1930 die Bremsung von Elektronen in Materie, was praktische Anwendungen beispielsweise für Detektoren hat, und die Bremsstrahlung relativistischer Elektronen (Bethe-Heitler-Formel, 1934), einer der frühen Anwendungen der Quantenelektrodynamik (QED).
Ein Unsinns-Artikel, mit dem Bethe und seine Kollegen Beck und Riezler 1931 Arbeiten von Arthur Stanley Eddington parodieren wollten und den sie in einem angesehenen Physik-Journal (Die Naturwissenschaften) unterbringen konnten, verursachte damals einen kleinen Skandal.
Bethe erwarb sich schon in den 1930er Jahren einen Ruf als führender Kernphysiker. Seine Artikelserie in den Reviews of Modern Physics (1936/37) galt damals als Standardwerk; daraus entwickelte sich dann sein Buch Elementary nuclear theory mit Philip Morrison, das 1956 publiziert wurde. Zum Abschluss des Jahrhunderts (1999) fasste er die Entwicklungen auf diesem Gebiet in einem Artikel in den Reviews of Modern Physics noch einmal zusammen. Seine Arbeiten auf dem Gebiet der Kernphysik machten ihn während des Zweiten Weltkrieges zu einem der wichtigsten Mitarbeiter im Manhattan-Projekt, dem Bau der ersten Atombombe in Los Alamos. Von 1943 bis 1946 war er dort Direktor der Abteilung für Theoretische Physik.
Auch nach dem Krieg behielt er seine führende Position in der Kernphysik. 1949 entwickelte er die Theorie der „effektiven Reichweite“ bei Kernreaktionen. In den 1950er und 1960er Jahren untersuchte er das kernphysikalische Vielteilchenproblem am Modell der Kernmaterie (Brueckner-Bethe-Theorie, Bethe-Goldstone-Gleichung u. a.). In den 1970er Jahren wandte er die gefundenen Zustandsgleichungen für Kernmaterie dann auch in der Untersuchung von Neutronensternen an.
1947 gab Hans Bethe die erste Erklärung der Lamb-Verschiebung der Spektrallinien des Wasserstoffs in einer ersten groben nicht-relativistischen Näherung der Quantenelektrodynamik, die zeigte, dass das Problem angreifbar war, und die bald darauf folgende relativistische Behandlung durch Richard Feynman und Julian Schwinger motivierte.
1951 beschrieb er mit Edwin Salpeter gebundene Zustände in der Quantenfeldtheorie mit der Bethe-Salpeter-Gleichung, wobei er das Wasserstoffatom der QED, das Positronium (Elektron-Positron-Paar) und den einfachsten Kern, das Deuteron (aus Proton und Neutron), im Auge hatte.
Seinen Nobelpreis bekam er nicht zuletzt für eine Arbeit zur Energieerzeugung in Sternen aus dem Jahr 1939: Er identifizierte die in Sternen wie der Sonne ablaufenden Kernreaktionsketten, die Wasserstoff zu Helium verschmelzen, wie die in der Sonne ablaufende Proton-Proton-Kette und den in massereicheren Sternen dominanten Kohlenstoff-Stickstoff-Zyklus, der in Anerkennung seiner theoretischen Arbeiten Bethe-Weizsäcker-Zyklus genannt wird.
Bis zu seinem Lebensende blieb Bethe wissenschaftlich aktiv. Ab den 1970er Jahren wandte er sich verstärkt der Astrophysik zu und nutzte seine umfangreichen physikalischen Kenntnisse z. B. in der Kernphysik und der Theorie der Stoßwellen – die er schon in Los Alamos bei der Untersuchung des Implosionsmechanismus einer Atombombe erworben hatte – zur Untersuchung der Theorie der Supernova-Explosionen (vor der Explosion fällt der Stern in sich zusammen). Sein Interesse verstärkte sich, als die Theorie an der Supernova 1987A überprüft werden konnte. In einem einflussreichen Artikel setzte er die Erklärung des „solar neutrino puzzles“ durch russische Physiker (MSW-Effekt) durch.
Bei einem so umfangreichen Werk machte Bethe auch einige falsche Vorhersagen, auf die er auch in seinen Selected works eingeht. Beispielsweise meinte er 1935 mit Rudolf Peierls bewiesen zu haben, dass Neutrinos nie beobachtbar wären, oder er gab 1937 eine obere Grenze für die Beschleunigung mit Zyklotronen an, die aber durch die Erfindung frequenzmodulierter Ringbeschleuniger (Synchrotron) schon 1945 (Edwin McMillan, Weksler) überholt war. Experimentatoren wie Edward Mills Purcell war das Anlass genug, in der „Star-wars“-Debatte vor „Unmöglichkeitsargumenten“ Bethes zu warnen.

## Auszeichnungen und Ehrungen
1947 wurde Bethe in die American Academy of Arts and Sciences gewählt.
1955 wurde ihm die Max-Planck-Medaille verliehen. Er war u. a. Mitglied der National Academy of Sciences (Washington). Im Jahre 1961 erhielt er die Eddington-Medaille der Royal Astronomical Society für seine Arbeiten zur Identifizierung der Energiegewinnung in Sternen. Noch im selben Jahr erhielt er ebenfalls den Enrico-Fermi-Preis. Im Jahr 1978 wurde er zum Mitglied der Gelehrtenakademie Leopoldina gewählt. 1981 erhielt er den Leo Szilard Lectureship Award. Im Jahre 1984 wurde er Mitglied im „Orden Pour le mérite für Wissenschaften und Künste“. 1989 erhielt er die Lomonossow-Goldmedaille der Russischen Akademie der Wissenschaften. 1993 erhielt er die Oersted Medal der American Association of Physics Teachers. Am 5. Oktober 1995 erhielt er die Ehrendoktorwürde der Universität Louis Pasteur Strasbourg. Außerdem war er Ehrendoktor der Technischen Universität München und der Johann Wolfgang Goethe-Universität Frankfurt am Main. 2001 gewann Bethe die Bruce Medal. Der Asteroid (30828) Bethe wurde 2002 nach ihm benannt. Die American Philosophical Society, deren gewähltes Mitglied er seit 1947 war, zeichnete ihn 2005 mit ihrer Benjamin Franklin Medal aus.
Zu seinen Ehren vergibt die American Physical Society seit 1998 den Hans-A.-Bethe-Preis und die Cornell University seit 1977 die Bethe Lectures. Des Weiteren wurde das Bethe Center for Theoretical Physics der Rheinischen Friedrich-Wilhelms-Universität Bonn nach ihm benannt.

### Nobelpreis
1967 erhielt er den Nobelpreis für Physik, als erster Physiker für ein Thema aus der Astrophysik (seine Arbeiten über die Energieumwandlung in Sternen aus dem Jahre 1938).
Oskar Klein von der Königlichen Schwedischen Akademie der Wissenschaften sagte in seiner Nobelpreisrede:
„Sie waren vielleicht überrascht, daß wir aus Ihren zahlreichen Forschungsbeiträgen zur Physik, von denen einige für den Nobelpreis vorgeschlagen wurden, eine ausgewählt haben, die sich weniger auf die Grundlagenphysik bezieht als die anderen und Sie nur eine kurze Zeit Ihres Wissenschaftlerlebens beschäftigt hat. Dies ist aber durchaus in Übereinstimmung mit den Regeln der Nobelpreisvergabe und soll nicht implizieren, daß wir nicht höchst beeindruckt sind von Ihrer Rolle bei so vielen anderen Entwicklungsrichtungen der Physik, seit Sie vor mehr als 40 Jahren mit der Forschung begannen. Auf der anderen Seite ist Ihre Aufklärung über die Energieumwandlung in Sternen eine der wichtigsten Anwendungen der Grundlagenphysik unserer Tage, die uns zu einem tiefen Wissen über unser Universum geführt hat.“

## Werke
- Selected works with commentary. world scientific, 1997, ISBN 981-02-2876-7.
- mit Roman Jackiw: Intermediate Quantum Mechanics. 1964, 1968, 1986.
- The road to Los Alamos. American Institute of Physics, 1991.
- mit G. Brown: How a supernova explodes. In: Scientific American, Mai 1985.
- mit Garwin, Gottfried und Kendall: Space based atomic missile defense. In: Scientific American, Oktober 1984.
- Interview zum 90. Geburtstag. In: Physik in unserer Zeit 1996, Nr. 3
- Bibliografie von Hans Bethe. phys-astro.sonoma.edu